# Lijst van aartsbisschoppen van Sevilla
De volgende personen waren bisschop en aartsbisschop van Sevilla (Spanje):
- ?: Marcelo
- ca. 287–300/306: Savino I
- ?: Evidio
- ?: Deodato
- ?: Semproniano
- ?: Gemino
- ?: Glaucio
- ?: Marciano
- ?-441: Savino II (1e keer)
- 441–461: Epifanio
- 461: Savino II (2e keer)
- ca. 462–474: Oroncio
- ca. 476–486: Zenón
- ca. 486: Asfalio
- ca. 516: Maximiano
- ca. 517–519: Salustio
- ca. 522: Crispino
- ?: Pigasio
- ?: Esteban I
- ?: Teódulo
- ?: Jacinto
- ?: Reparato
- tot 578: Esteban II
- 584–600: Leander
- 600–636: Isidor
- 636–641: Honorato
- 641–655: Antonio
- vanaf 656: Fugitivo
- ?: Bracario
- tot 681: Julián
- 682–688: Floresindo
- 688–693: Felix
- 693–693: Faustino
- ?: Gabriel
- ?: Sisberto
- 710–711: Oppas
- ?: Nonito
- ?: Elías
- ?: Teodulfo
- ?: Aspidio
- ?: Humeliano
- ?: Mendulano
- ?: David
- ?: Julián II
- ?: Teodula
- 839–850: Juan I
- 850–860: Recafredo
- 864: ?
- Juan II
- 937: Julián III
- 1144: Clemente
- 1251–1258: Felipe  (Huis Ivrea)
  - 1259–1261: Sancho , broer van Felipe, ook aartsbisschop van Toledo (Huis Ivrea)
- 1259–1286: Raimundo de Losana
- 1286–1289: Fernando Pérez
- 1289–1294: García Gutiérrez
- 1294–1295: Sancho González  (1e keer)
- 1295: Gonzalo
- 1295–1299: Sancho González  (2e keer)
- 1300–1302: Juan Almoravid
- 1303–1323: Fernando Gutiérrez Tello
- 1323–1348: Juan Sánchez
- 1349–1361: Nuño de Fuentes
- 1361–1366: Alonso de Vargas
- 1369–1371: Pedro Gómez Barroso
- 1371–1378: Fernando Álvarez de Albornoz
- 1379–1390: Pedro Álvarez de Albornoz
- 1394–1401: Gonzalo de Mena y Roelas 
  - 1403–1417: Alfonso de Egea  (vanaf 1408 administrator)
- 1418–1431: Diego de Anaya Maldonado  (1e keer)
  - 1432: Lope de Olmedo  (administrator)
- 1433–1434: Juan de Zerezuela
- 1435–1437: Diego de Anaya Maldonado  (2e keer)
- 1439–1442: Gutierre Álvarez de Toledo  (Huis Álvarez de Toledo)
- 1442–1448: García Enríquez Osorio 
  - 1449–1453: Juan de Cervantes  (administrator)
- 1454–1460: Alonso I de Fonseca
  - 1460–1464: Alonso de Fonseca  (administrator)
- 1464–1473: Alonso II de Fonseca
- 1473–1474: Pietro Riario
  - 1474–1482: Pedro González de Mendoza  (administrator)
- 1483–1485: Iñigo Manrique de Lara  (Huis Manrique de Lara)
- 1485: Roderic Llançol i Borja
- 1485–1502: Diego Hurtado de Mendoza
- 1503–1504: Juan Zúñiga Pimentel
- 1504–1523: Diego de Deza, O.P.
- 1523–1538: Alfonso Manrique de Huis Lara
- 1539–1546: Juan García Loaysa, O.P.
- 1546–1566: Fernando Valdés
- 1569–1571: Gaspar Zúñiga Avellaneda
- 1571–1580: Cristóbal de Rojas y Sandoval
- 1581–1600: Rodrigo de Castro Osorio de Lemos
- 1601–1609: Fernando Niño de Guevara
- 1610–1623: Pedro Castro Quiñones
- 1624–1625: Luis Fernández de Córdoba
- 1625–1631: Diego Guzmán de Haros
- 1632–1645: Gaspar de Borja y Velasco  (ook aartsbisschop van Toledo)
- 1641–1652: Domingo Pimentel Zúñiga, O.P.
- 1645–1649: Agustín Spínola Basadone
- 1652–1657: Pedro Tapia, O.P.
- 1658–1663: Pedro Urbina Montoya, O.F.M.
- 1663–1669: Antonio Paiño Sevilla
- 1668–1684: Ambrosio Ignacio Spínola
- 1684–1701: Jaime de Palafox y Cardona
- 1702–1717: Manuel Arias Porres, O.S.H.
- 1720–1722: Felipe Antonio Gil Taboada
- 1722–1739: Luis Salcedo Azcona 
  - 1741–1754: Luis Jaime de Borbón  (administrator)
- 1755–1776: Francisco de Solís Folch de Cardona
- 1776–1778: Francisco Javier Delgado Benegas  (ook Patriarch van West-Indië)
- 1783–1795: Alfonso Marcos Llanes
- 1795–1799: Antonio Despuig y Dameto
- 1799–1800: Luis Maria de Borbón y Vallabriga  (ook aartsbisschop van Toledo)
- 1816–1819: Romualdo Antonio Mon Velarde
- 1824–1847: Francisco Javier Cienfuegos Jovellanos
- 1847–1855: Judas José Romo y Gamboa
- 1857–1862: Manuel Joaquín Tarancón y Morón
- 1863–1876: Luis de la Lastra y Cuesta
- 1877–1882: Joaquín Lluch y Garriga, O.C.D.
- 1883–1885: Zeferino González y Díaz Tuñón, O.P.  (ook aartsbisschop van Toledo)
- 1885–1885: Bienvenudo Monzon y Martin
- 1886–1889: Zeferino González y Díaz Tuñón, O.P.
- 1889–1895: Benito Sanz y Forés
- 1895–1906: Marcelo Spínola y Maestre
- 1906: Salvador Castellote y Pinazo
- 1907–1920: Enrique Almaraz y Santos  (ook aartsbisschop van Toledo)
- 1920–1937: Eustaquio Ilundáin y Esteban
- 1937–1957: Pedro Segura y Sáenz
- 1957–1982: José María Bueno y Monreal
- 1982–2009: Carlos Amigo Vallejo, O.F.M.
- 2009-heden: Juan José Asenjo